# IE Business School
IE Business School è una scuola universitaria con specializzazione in management e finanza che rilascia lauree di secondo livello (Master) e MBA con sede a Madrid. 

## Campus
La IE Business School si trova nel centro di Madrid, nel Barrio de Salamanca. Il campus dell'università attualmente occupa una superficie totale di circa 28 000 m² distribuiti tra 17 edifici situati vicino a Calle Maria de Molina.